# Le Pin-au-Haras
Pour les articles homonymes, voir Le Pin.
Le Pin-au-Haras est une commune française, située dans le département de l'Orne en région Normandie, peuplée de 253 habitants.

## Géographie
La commune est aux confins de la Plaine d'Argentan, du pays d'Auge, du pays d'Ouche et de la campagne d'Alençon. La commune est enclavée dans la commune nouvelle de Gouffern en Auge. Son bourg est à 14 km à l'est d'Argentan et à 19 km au nord de Sées.
| Gouffern en Auge (comm. dél. du Bourg-Saint-Léonard) | Gouffern en Auge (comm. dél. de Villebadin) | Gouffern en Auge (comm. dél. de Villebadin) |
| Gouffern en Auge (comm. dél. de Silly-en-Gouffern)   | du Pin-au-Haras                             | Gouffern en Auge (comm. dél. d'Exmes)       |
| Gouffern en Auge (comm. dél. de Silly-en-Gouffern)   | Gouffern en Auge (comm. dél. de La Cochère) | Gouffern en Auge (comm. dél. de La Cochère) |

### Hydrographie
La commune est située dans le bassin Seine-Normandie. Elle est drainée par l'Ure, le cours d'eau 01 du Cazobiel, le ruisseau de Courgeron, le ruisseau des Etangs de Chagny, le ruisseau du Pont de Barges et un autre petit cours d'eau,.
L'Ure, d'une longueur de 30 km, prend sa source dans la commune de Ménil-Froger et se jette  dans l'Orne à Argentan, après avoir traversé neuf communes. Les caractéristiques hydrologiques de  sont données par la station hydrologique située sur la commune de Sevrai. Le débit moyen mensuel est de 0,536 m3/s. Le débit moyen journalier maximum est de 14,9 m3/s, atteint lors de la crue du 26 février 1996. Le débit instantané maximal est quant à lui de 16,2 m3/s, atteint le même jour.

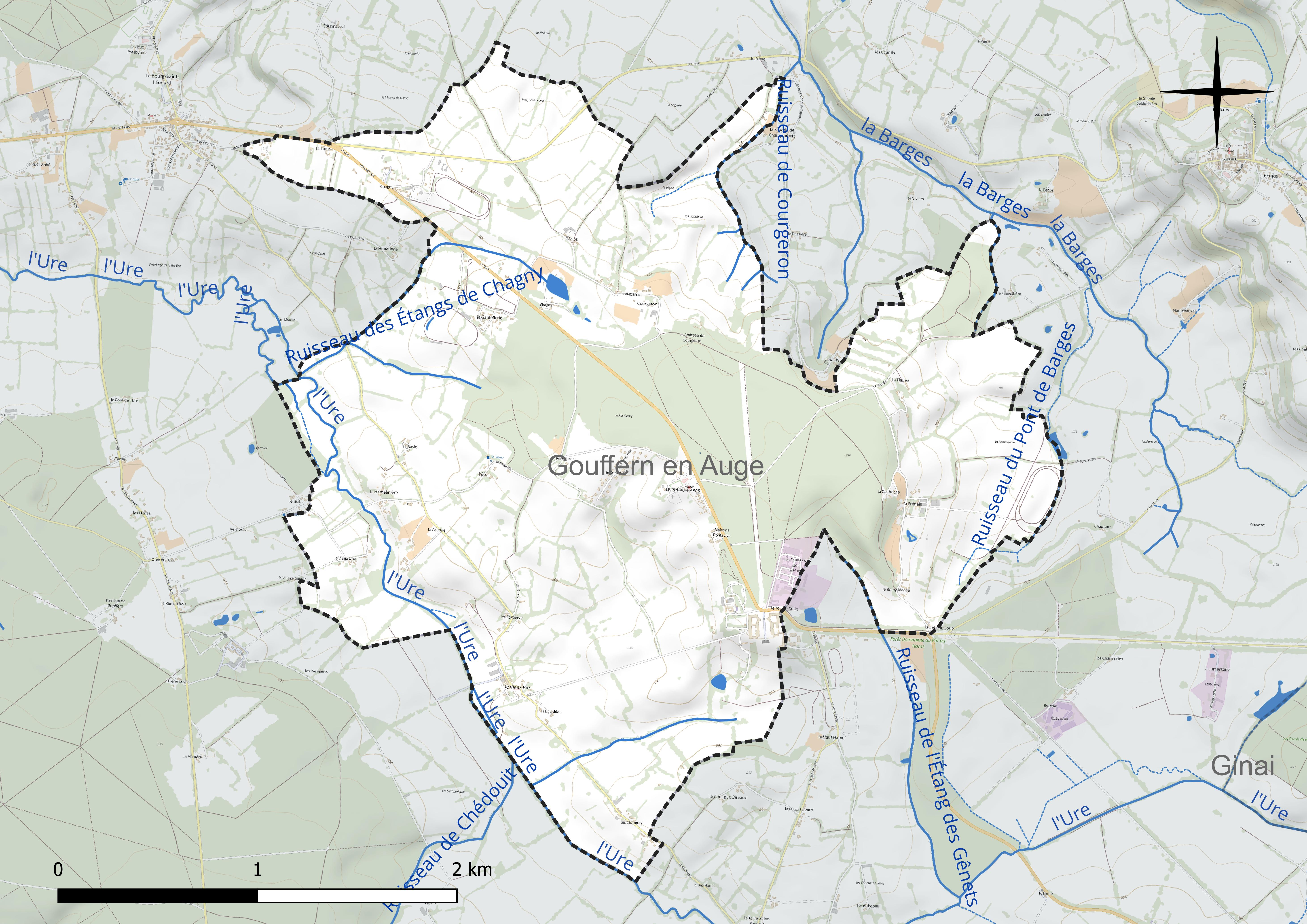
Réseau hydrographique du Pin-au-Haras.

### Climat
Le climat qui caractérise la commune est qualifié, en 2010, de « climat océanique dégradé des plaines du Centre et du Nord », selon la typologie des climats de la France qui compte alors huit grands types de climats en métropole. En 2020, la commune ressort du type « climat océanique altéré » dans la classification établie par Météo-France, qui ne compte désormais, en première approche, que cinq grands types de climats en métropole. Il s’agit d’une zone de transition entre le climat océanique, le climat de montagne et le climat semi-continental. Les écarts de température entre hiver et été augmentent avec l'éloignement de la mer. La pluviométrie est plus faible qu'en bord de mer, sauf aux abords des reliefs.
Les paramètres climatiques qui ont permis d’établir la typologie de 2010 comportent six variables pour les températures et huit pour les précipitations, dont les valeurs correspondent à la normale 1971-2000. Les sept principales variables caractérisant la commune sont présentées dans l'encadré ci-après.
| Paramètres climatiques communaux sur la période 1971-2000 - Moyenne annuelle de température : 10 °C - Nombre de jours avec une température inférieure à −5 °C : 4 j - Nombre de jours avec une température supérieure à 30 °C : 1,4 j - Amplitude thermique annuelle : 13,9 °C - Cumuls annuels de précipitation : 762 mm - Nombre de jours de précipitation en janvier : 12,6 j - Nombre de jours de précipitation en juillet : 7,9 j |

Avec le changement climatique, ces variables ont évolué. Une étude réalisée en 2014 par la Direction générale de l'Énergie et du Climat complétée par des études régionales prévoit en effet que la  température moyenne devrait croître et la pluviométrie moyenne baisser, avec toutefois de fortes variations régionales. La station météorologique de Météo-France installée sur la commune et mise en service en 1968 permet de connaître en continu l'évolution des indicateurs météorologiques. Le tableau détaillé pour la période 1981-2010 est présenté ci-après.
| Mois                                  | jan.             | fév.            | mars           | avril         | mai           | juin            | jui.           | août            | sep.            | oct.          | nov.           | déc.            | année      |
| ------------------------------------- | ---------------- | --------------- | -------------- | ------------- | ------------- | --------------- | -------------- | --------------- | --------------- | ------------- | -------------- | --------------- | ---------- |
| Température minimale moyenne (°C)     | 0,3              | 0,1             | 1,8            | 3             | 6,8           | 9,4             | 11,2           | 10,8            | 8,1             | 6,2           | 2,9            | 0,8             | 5,1        |
| Température moyenne (°C)              | 3,6              | 4               | 6,6            | 8,5           | 12,3          | 15,2            | 17,2           | 17,1            | 14,1            | 10,9          | 6,7            | 4,1             | 10,1       |
| Température maximale moyenne (°C)     | 7                | 8               | 11,3           | 14            | 17,7          | 21              | 23,3           | 23,3            | 20,1            | 15,6          | 10,5           | 7,3             | 15         |
| Record de froid (°C) date du record   | −27,5 08.01.1985 | −16 10.02.1986  | −12 03.03.1986 | −7,1 11.04.03 | −4 08.05.1974 | −2,2 01.06.1989 | 1,8 11.07.1990 | −0,7 29.08.1989 | −2,5 27.09.1972 | −8 30.10.1997 | −10 23.11.1983 | −14 31.12.1968  | −27,5 1985 |
| Record de chaleur (°C) date du record | 17,2 27.01.03    | 19,5 14.02.1998 | 23,2 30.03.21  | 26,9 15.04.15 | 30 27.05.05   | 34,2 29.06.19   | 38,3 25.07.19  | 37,2 10.08.03   | 32,5 14.09.20   | 26,9 02.10.11 | 21,1 01.11.15  | 15,6 16.12.1989 | 38,3 2019  |
| Précipitations (mm)                   | 64,2             | 51,6            | 56,9           | 56,5          | 72,1          | 53,1            | 61             | 47,8            | 58,7            | 72,4          | 69             | 75,5            | 738,8      |

## Urbanisme

### Typologie
Au 1er janvier 2024, Le Pin-au-Haras est catégorisée commune rurale à habitat très dispersé, selon la nouvelle grille communale de densité à sept niveaux définie par l'Insee en 2022.
Elle est située hors unité urbaine. Par ailleurs la commune fait partie de l'aire d'attraction d'Argentan, dont elle est une commune de la couronne,. Cette aire, qui regroupe 50 communes, est catégorisée dans les aires de moins de 50 000 habitants,.

### Occupation des sols
L'occupation des sols de la commune, telle qu'elle ressort de la base de données européenne d’occupation biophysique des sols Corine Land Cover (CLC), est marquée par l'importance des territoires agricoles (81 % en 2018), une proportion sensiblement équivalente à celle de 1990 (81,1 %). La répartition détaillée en 2018 est la suivante : prairies (73,4 %), forêts (15,7 %), terres arables (4,4 %), espaces verts artificialisés, non agricoles (3,3 %), zones agricoles hétérogènes (3,2 %). L'évolution de l’occupation des sols de la commune et de ses infrastructures peut être observée sur les différentes représentations cartographiques du territoire : la carte de Cassini (XVIIIe siècle), la carte d'état-major (1820-1866) et les cartes ou photos aériennes de l'IGN pour la période actuelle (1950 à aujourd'hui).

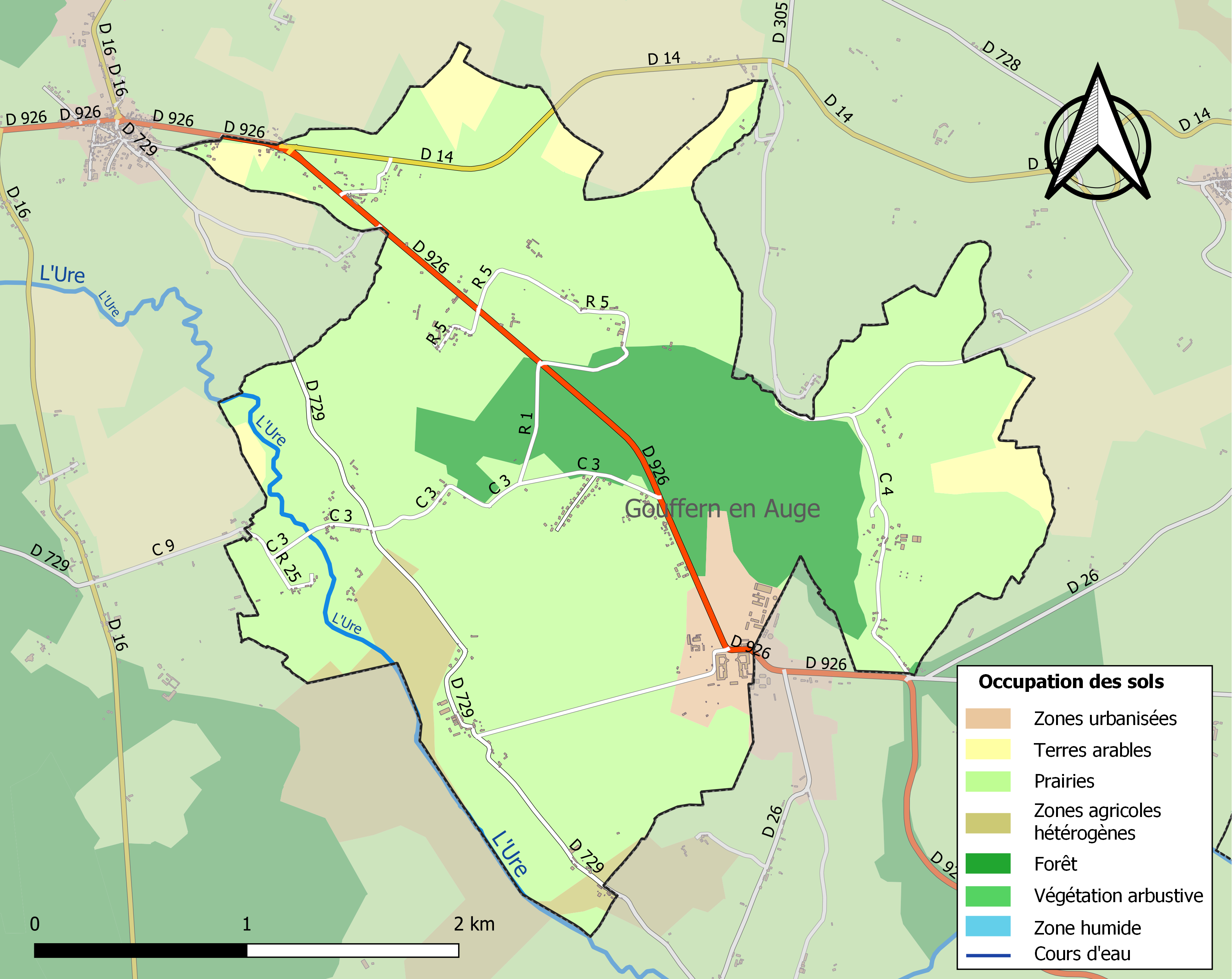
Carte des infrastructures et de l'occupation des sols de la commune en 2018 (CLC).

## Toponymie
Le nom de la localité est attesté sous la forme Pinus en 1373.
Le toponyme Le Pin est lié à l'évocation ou la présence de pins, terme déjà en usage en ancien français, issu du latin pinus.
Le déterminant concerne le Haras national du Pin.
Le gentilé est Pinois.

## Histoire
Les seigneurs du Pin qui apparaissent fréquemment dans les sources écrites médiévales et notamment dans l'Historia ecclesiastica d'Orderic Vital, sont probablement issus de la commune actuelle du Pin, département du Calvados, plutôt que du Pin-au-Haras.
En 1822, Le Pin-au-Haras (218 habitants en 1821) a absorbé Chagny (143 habitants), Courgeron (30 habitants) et Vieux-Uron (45 habitants), au nord et à l'ouest de son territoire.

## Politique et administration
| Période                                  | Période   | Identité           | Étiquette | Qualité   |
| ---------------------------------------- | --------- | ------------------ | --------- | --------- |
| avant 1981                               | 1983      | René Laissus       |           |           |
| 1983                                     | mars 2001 | Bernard Millet     |           |           |
| mars 2001                                | mai 2020  | Denis Beucher      | SE        | Menuisier |
| mai 2020                                 | En cours  | Christophe Beucher | SE        |           |
| Les données manquantes sont à compléter. |           |                    |           |           |

Le conseil municipal est composé de onze membres dont le maire et trois adjoints.

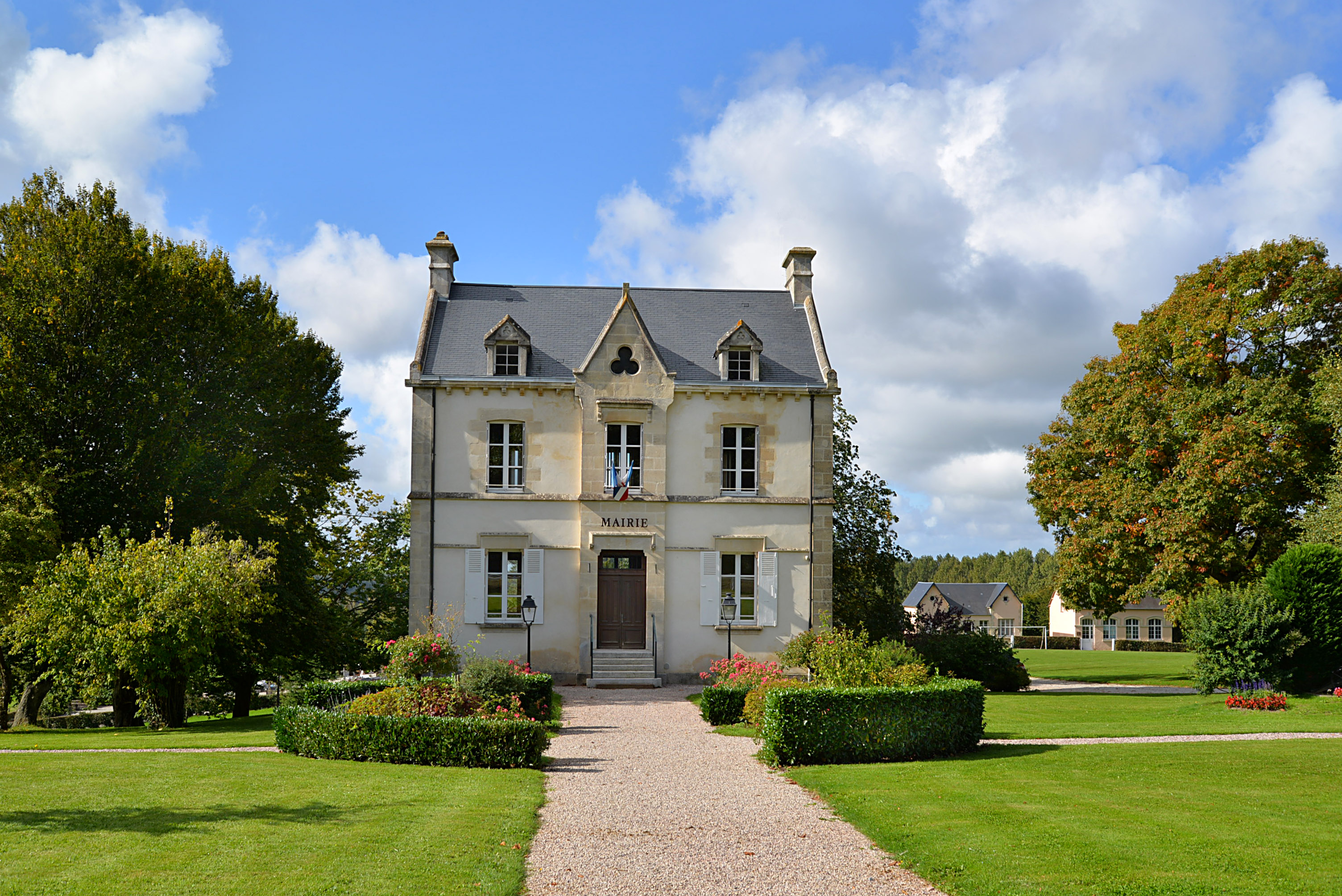
La Mairie.

## Démographie
L'évolution du nombre d'habitants est connue à travers les recensements de la population effectués dans la commune depuis 1793. Pour les communes de moins de 10 000 habitants, une enquête de recensement portant sur toute la population est réalisée tous les cinq ans, les populations de référence des années intermédiaires étant quant à elles estimées par interpolation ou extrapolation. Pour la commune, le premier recensement exhaustif entrant dans le cadre du nouveau dispositif a été réalisé en 2008.
En 2022, la commune comptait 253 habitants, en évolution de −10,28 % par rapport à 2016 (Orne : −3,21 %, France hors Mayotte : +2,11 %).
Le Pin-au-Haras a compté jusqu'à 576 habitants en 1906.
| 1793 | 1800 | 1806 | 1821 | 1836 | 1841 | 1846 | 1851 | 1856 |
| ---- | ---- | ---- | ---- | ---- | ---- | ---- | ---- | ---- |
| 181  | 168  | 149  | 218  | 411  | 440  | 439  | 482  | 428  |

| 1861 | 1866 | 1872 | 1876 | 1881 | 1886 | 1891 | 1896 | 1901 |
| ---- | ---- | ---- | ---- | ---- | ---- | ---- | ---- | ---- |
| 413  | 420  | 393  | 449  | 454  | 495  | 447  | 498  | 500  |

| 1906 | 1911 | 1921 | 1926 | 1931 | 1936 | 1946 | 1954 | 1962 |
| ---- | ---- | ---- | ---- | ---- | ---- | ---- | ---- | ---- |
| 576  | 555  | 494  | 516  | 522  | 514  | 540  | 528  | 462  |

| 1968 | 1975 | 1982 | 1990 | 1999 | 2006 | 2008 | 2013 | 2018 |
| ---- | ---- | ---- | ---- | ---- | ---- | ---- | ---- | ---- |
| 443  | 415  | 440  | 415  | 366  | 360  | 354  | 301  | 271  |

| 2022 | - | - | - | - | - | - | - | - |
| ---- | - | - | - | - | - | - | - | - |
| 253  | - | - | - | - | - | - | - | - |

| 1793 | 1800 | 1806 | 1821 |
| ---- | ---- | ---- | ---- |
| 153  | 159  | 148  | 143  |

| 1793 | 1806 | 1821 |
| ---- | ---- | ---- |
| 25   | 17   | 30   |

| 1793 | 1800 | 1806 | 1821 |
| ---- | ---- | ---- | ---- |
| 43   | 56   | 61   | 45   |

## Lieux et monuments
- Comme son nom l'indique, la commune héberge depuis le début du XVIIIe siècle le haras du Pin, propriété de l'État dans laquelle les haras nationaux offrent les services de leurs reproducteurs équins et proposent des activités formatrices à la filière hippique. Les terrains du haras s'étendent également sur les communes voisines d'Exmes, La Cochère, Silly-en-Gouffern et Ginai. L'ensemble est classé au titre des monuments historiques[36].
- Manoir de Courgelon ou Courgeron du XVe siècle à 1 km au nord-nord-ouest de l'église Notre-Dame-de-l'Assomption[37].
- Le presbytère du Vieux-Pin, du XVIIe siècle, est inscrit au titre des monuments historiques.
- Ancienne église Saint-Ouen du Vieux-Pin.
- Église Notre-Dame-de-l'Assomption, de la fin du XIXe siècle.

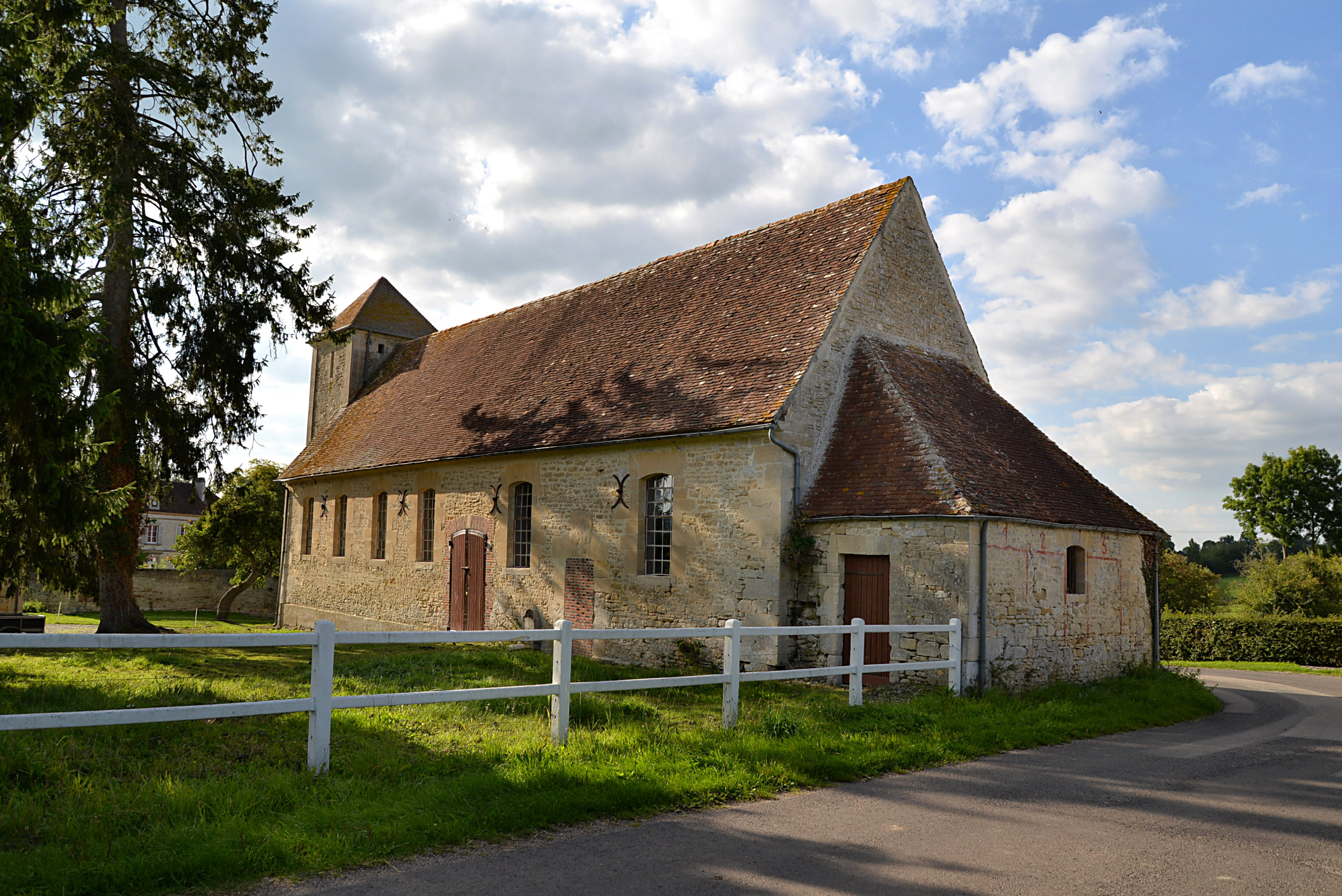
L'ancienne église Saint-Ouen.
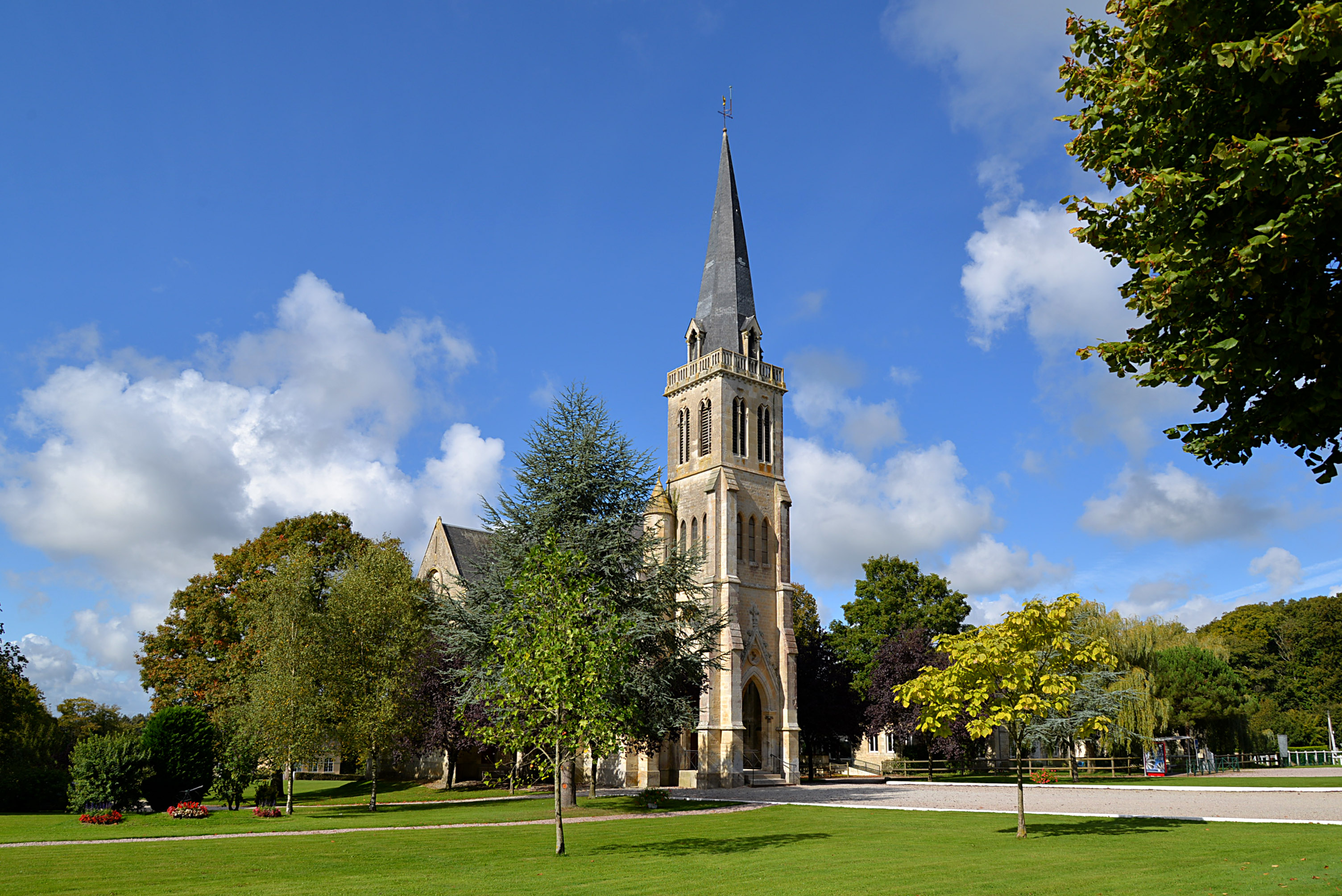
L'église Notre-Dame de l'Assomption.
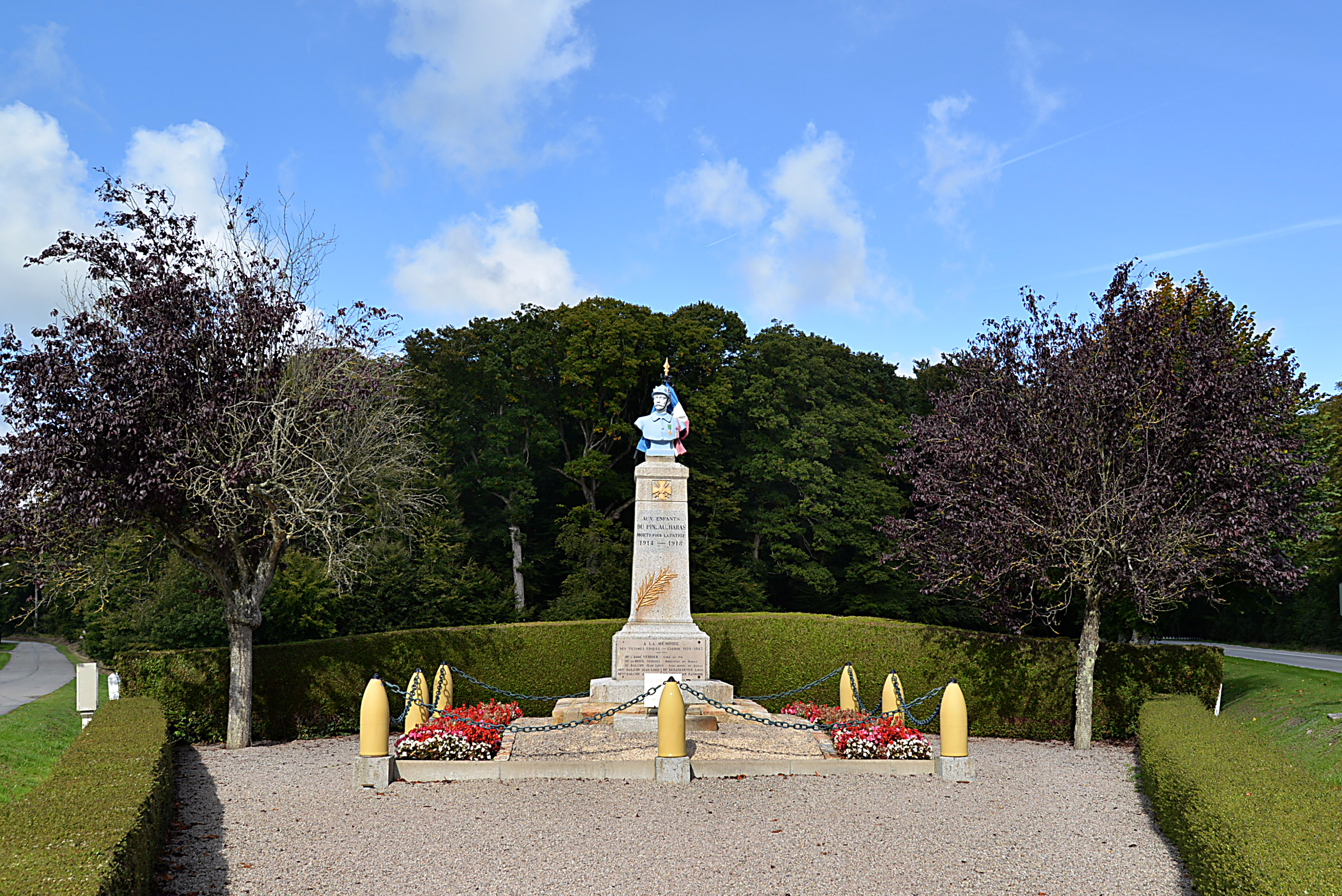
Le monument aux morts.

## Personnalités liées à la commune
- Éphrem Houël (1807-1885), essayiste équin, initiateur des courses au trot en France, directeur du haras du Pin en 1848, inspecteur général des Haras nationaux.
- Eugène Gayot (1808-1891), inspecteur général des Haras nationaux, directeur du haras du Pin.
- Olivier du Pontavice de Heussey (1853-1933), directeur du haras du Pin de 1893 à 1911, ardent défenseur de la race anglo-normande[38]. Une importante course de trot, le Prix du Pontavice de Heussey lui est dédiée à Vincennes.
- Gérard de Castelbajac (1923 au Pin-au-Haras - 1987), amiral.
- Renaud Hadef (« Dan Defheaur », né en 1963), romancier, a passé son enfance au Haras du Pin[39].